# Perizoma nassata
Perizoma nassata är en fjärilsart som beskrevs av Fabricius 1794. Perizoma nassata ingår i släktet Perizoma och familjen mätare. Inga underarter finns listade i Catalogue of Life.